# Mornago
Mornago é uma comuna italiana da região da Lombardia, província de Varese, com cerca de 4.157 habitantes. Estende-se por uma área de 12 km², tendo uma densidade populacional de 346 hab/km². Faz fronteira com Arsago Seprio, Besnate, Casale Litta, Crosio della Valle, Sumirago, Vergiate.

## Demografia
| Variação demográfica do município entre 1861 e 2011                               |
|                                                                                   |
| Fonte: Istituto Nazionale di Statistica (ISTAT) - Elaboração gráfica da Wikipedia |